# カラー・アウト・オブ・スペース -遭遇-
『カラー・アウト・オブ・スペース -遭遇-』（カラー・アウト・オブ・スペース -そうぐう-、原題：Color Out of Space）は、2019年制作のアメリカ合衆国・ポルトガル・マレーシアのSFホラー映画。
H・P・ラヴクラフト原作のSF小説「宇宙からの色」の映画化。ニコラス・ケイジ主演。原作では1882年のアーカムが舞台だが、本作では現代へと時代設定が変更されている。

## あらすじ
ネイサン・ガードナーは大都市の喧騒から逃れるため、一家を連れて閑静な田舎へと引っ越してきた。ある夜、鮮やかな閃光と共に降ってきた隕石が、前庭の井戸近くの地面へと墜落する。翌朝、アーカム市長と保安官、そしてダム開発のために近隣を調査していた水文学者ウォード・フィリップスの三人が、落ちた隕石を見にやってくる。
ウォードは、長男ベニーの案内で訪れた老ヒッピーのエズラの小屋で、地下水が油のような光沢を帯びていることを発見する。やがて降り始めた激しい雷雨の中、前庭に出たネイサンと長女のラヴィニアは、雷が引き寄せられるようにして何度も隕石に落ちる不思議な光景を目撃する。自身のテントに戻ったウォードが地下水を調べると、水に付けた検査紙が鮮やかな色に光り輝く。その後ウォードは、携帯電話や自動車などの電子製品が異常な挙動を起こす怪奇現象に見舞われる。
翌朝、ネイサンと妻テレサは隕石がクレーターだけを残して消滅していることに気付く。夜になり、食事の支度をしていたテレサは突然意識が朦朧となり、誤って自身の指を切り落としてしまう。ネイサンは急いでテレサを病院へと連れて行く。さらに翌日、次男ジャックが「井戸の中の男が自分に話しかけてくる」とラヴィニアに語る。ジャックが井戸に向かって口笛を吹いていると、ホイッスルのような謎の音がラヴィニアにも聞こえ始める。謎の音が響く中、ラヴィニアはネイサンからかかってきた電話に出るが、音声が乱れて互いに全く通話ができない。
紫色に変色したツタや異様な体色と大きさのカマキリなど、前庭に徐々に異変が現れる中、ウォードは再びガードナー邸を訪れ、水を飲まないようにラヴィニアとエズラに警告する。エズラはレコーダーに録音したノイズ音をウォードに聞かせ、隕石と共にやってきたエイリアンだと主張するが、ウォードは現実離れしているとして取り合わない。夜、治療を終えたテレサを連れて家に帰って来たネイサンは、ジャックとアルパカたちが放置されていたことに激怒し、ラヴィニアとベニーに対して異様に攻撃的な言動をとる。
翌日ネイサンは、不気味に変色した畑で醜く肥大化したトマトを収穫する。テレサは電波状況の悪さへの怒りをネイサンにぶつけるが、収穫したトマトの不味さに怒りを爆発させるネイサンとまともに会話が成立しない。日が落ちた後、ラヴィニアはネクロノミコンの写本を用いて儀式を行い、自傷する。ベニーとジャックは厩舎の中で一つに融合してしまった無残なアルパカたちを見つけ、そこに突如現れた“色”に襲われる。ベニーは“色”から逃げることができたが、ジャックとジャックを助けに来たテレサが捕まり、二人は一つの体に融合させられてしまう。
ネイサンとベニーは融合した二人を家に運び込み、救急車を呼ぼうとするが電話が繋がらない。それどころか、車もエンジンがかからず、あらゆる電子機器が機能しなくなっていた。ガードナー邸の周囲は木々も草花もすべて不気味で鮮やかな色に変色しており、辺りには同じ色の霧が立ち込めていた。テレサとジャックは、日光が当たると体がただれるようになってしまったため、ネイサンたちは三人がかりで二人を屋根裏部屋へと運ぶ。ジャックはショットガンを取り出すと、厩舎で融合してしまったアルパカたちを射殺する。徐々に精神に異常をきたし始めたネイサンは、そのままテレサとジャックをも射殺しようとするが、直前で思いとどまる。
ウォードは水質汚染の件を市長に報告しに行っていたが追い返されてしまう。ウォードは庁舎から出たところで保安官に声をかけられ、ガードナー家の牧場で見つかったという動物の死体の山を見せられる。ラヴィニアとベニーは馬に乗って農場から脱出しようとするが、二人が乗る前に馬が暴れて逃げて行ってしまう。ベニーは井戸の中から犬の声がすると言い始めて下へ降りようとするが、井戸水の中から出現した“色”にそのまま引きずり込まれる。ラヴィニアは狂ったネイサンに捕まり、完全に化物と化したテレサ達の食料として屋根裏部屋に放り込まれてしまう。
異常な死体から異変を感じ取ったウォードと保安官は、パトカーでガードナー邸に急行していた。二人はネイサンの異常な言動に困惑していたが、ラヴィニアの悲鳴を聞きつけて屋根裏部屋へと突入する。しかし、ラヴィニアに襲い掛かるテレサとジャックの化物じみた姿への恐怖から硬直してしまう。そこへショットガンを構えたネイサンが現れ、テレサとジャックの頭を撃って二人を殺すと「こいつらは家族じゃない」と言い放つ。ラヴィニアを抱えたウォードが家を出たところで、井戸から現れた“色”が襲い掛かってきたため、ネイサンは即座にショットガンを構える。保安官は、ネイサンがウォードを撃とうとしていると勘違いして彼を撃ってしまう。それを見ていたラヴィニアが錯乱し、死んだネイサンから離れないと言い出したため、ウォードと保安官は彼女を置いてエズラを助けるために彼の小屋に向かう。
小屋にはエズラの乾ききった死体があり、レコーダーからはエズラの声が再生されていた。エズラは録音の中で“色”が周囲の環境を自分にとって馴染みのあるものに作り変えようとしていると主張する。二人はエズラの死体の中から出てきた“色”から慌てて逃げるが、保安官は小屋の外に出たところで変異した木に捕まって殺される。ウォードはラヴィニアを助けるために再びガードナー家に戻るが、井戸の近くに立ち尽くすラヴィニアは既に“色”に取り憑かれてしまっていた。彼女の変色した瞳を通して、ウォードは“色”のルーツとなる惑星の冒涜的な光景を幻視する。やがて井戸の中から竜巻状の“色”が空へと伸び、ラヴィニアの体は崩壊して“色”に吸い込まれていく。そして時空が乱れ始め、ウォードは避難した先のガードナー邸で死んだ筈のネイサンに襲われる。ネイサンをかわして何とか地下室に逃げ込んだところで、爆発的な閃光が井戸の周囲に広がる。しばらくしてウォードが地下から這い出すと、ガードナー邸は崩れ落ちて周囲一帯の森は白い灰と化していた。
“色”によって起きた事件から数十年の月日が経ち、かつてガードナー邸があった場所は完成したダムの底に沈んでいた。年老いたウォードを除いて、当時の事件を記憶している人はいなくなった。一服を終えた後にダムを去るウォードの背後で、変異したカマキリが飛んでいく。

## キャスト
※括弧内は日本語吹替声優。
- ネイサン・ガードナー - ニコラス・ケイジ（山路和弘）
- テレサ・ガードナー - ジョエリー・リチャードソン（真壁かずみ）
- ラヴィニア・ガードナー - マデリン・アーサー（英語版）（小見川千明）
- ベニー・ガードナー - ブレンダン・マイヤー（竹内想）
- ジャック・ガードナー - ジュリアン・ヒリアード（山川朋美）
- ウォード・フィリップス - エリオット・ナイト（英語版）（庄司然）
- エズラ - トミー・チョン（英語版）（志村貴博）
- トゥーマ市長 - クオリアンカ・キルヒャー（北元杏奈）
- ピアース保安官 - ジョシュ・C・ウォーラー（石川佳典）

## 評価
本作は批評家から好意的に評価されている。映画批評集積サイトのRotten Tomatoesには176件のレビューがあり、批評家支持率は86%、平均点は10点満点で6.71点となっている。サイト側による批評家の見解の要約は「リチャード・スタンリー監督の復帰作である『カラー・アウト・オブ・スペース -遭遇-』は魅力的なB級映画で、ラブクラフティアンとニコラス・ケイジのファンを喜ばせることができる」となっている。また、Metacriticには28件のレビューがあり、加重平均値は70/100となっている。
映画評論家のクリス・バーンブレイは本作に10点満点中7点を与えて、出演者の演技、特殊メイク、視覚効果を賞賛した。「ハードコアなホラーファンにとっては少しテンポが遅くて芸術的過ぎるかもしれないが、『カラー・アウト・オブ・スペース』は、リチャード・スタンリー監督の見事な復帰作」と述べた。